# Мишји Дол
Мишји Дол (словен. Mišji Dol) је насељено место у општини Шмартно при Литији, регија Средишња Словенија, Словенија.

## Историја
До територијалне реорганизације у Словенији био је у саставу старе општине Литија.

## Становништво
У попису становништва из 2011. године, Мишји Дол је имао 30 становника.
| Број становника према пописима | Број становника према пописима | Број становника према пописима |
| ------------------------------ | ------------------------------ | ------------------------------ |
| 1991                           | 2002                           | 2011                           |
| 27                             | 25                             | 30                             |

Напомена: Године 1953. повећано за насеље Голце које је укинуто.